# Neobassia proceriflora
Neobassia proceriflora är en amarantväxtart som först beskrevs av Ferdinand von Mueller, och fick sitt nu gällande namn av Andrew John Scott. Neobassia proceriflora ingår i släktet Neobassia och familjen amarantväxter. Inga underarter finns listade i Catalogue of Life.